# Bataille de Birch Coulee
Guerre des Sioux de 1862
Batailles
Guerre des Sioux de 1862 :
- Agence Lower Sioux
- Redwood Ferry
- New Ulm
- Fort Ridgely
- Birch Coulee
- Fort Abercrombie
- Wood Lake

La bataille de Birch Coulee est un affrontement de la guerre des Sioux de 1862 qui eut lieu le 2 septembre 1862 près de la ville actuelle de Morton au Minnesota.
Le 1er septembre, le colonel Henry Hastings Sibley envoie un groupe d'environ 160 civils et soldats conduit par le major Joseph R. Brown pour enterrer les corps des civils tués les jours précédents par les Amérindiens. Ils établissent leur campement à proximité de Birch Coulee Creek, en un lieu extrêmement vulnérable. Durant la nuit, environ 200 guerriers dakotas encerclent le camp et lancent l'attaque aux premières heures du matin. Le siège dure près de 30 heures au cours duquel 13 Américains sont tués et 47 autres blessés avant que des renforts venant de Fort Ridgely ne dispersent les Amérindiens.